# Ariano Irpino
Ariano Irpino es el municipio territorialmente más grande de la Campania, en el sur de Italia. Tiene alrededor de 23.000 habitantes y forma parte de la provincia de Avellino. Está construida sobre tres colinas y por tal motivo es conocida en Italia con el nombre de Città del Tricolle (Ciudad de las tres colinas).

## Historia
Sus orígenes son muy antiguas. El primer lugar habitado de la zona son de hecho unos establecimientos neolíticos (de alrededor del año 7000 a. C.) que continuaron siendo poblados hasta el 900 a. C. Luego una rama de los Samnitas funda Aequum Tuticum ("campo" o "llanura grande" según algunos; "valle sede del Touto" - el centro samnita donde se administraba la justicia - según otros), lugar que con el pasar del tiempo viene romanizado y se convierte en un importantísimo cruce de vías (rol que todavía cumple), en la intersección entre la vía Traiana y la vía Herculeia. 

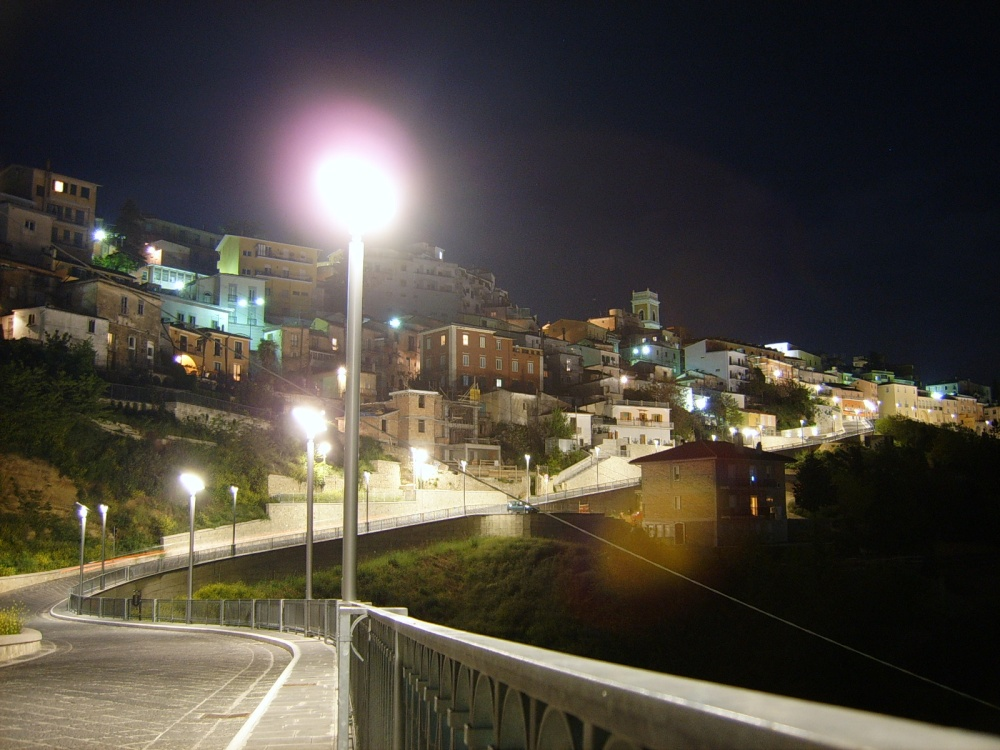
El centro histórico

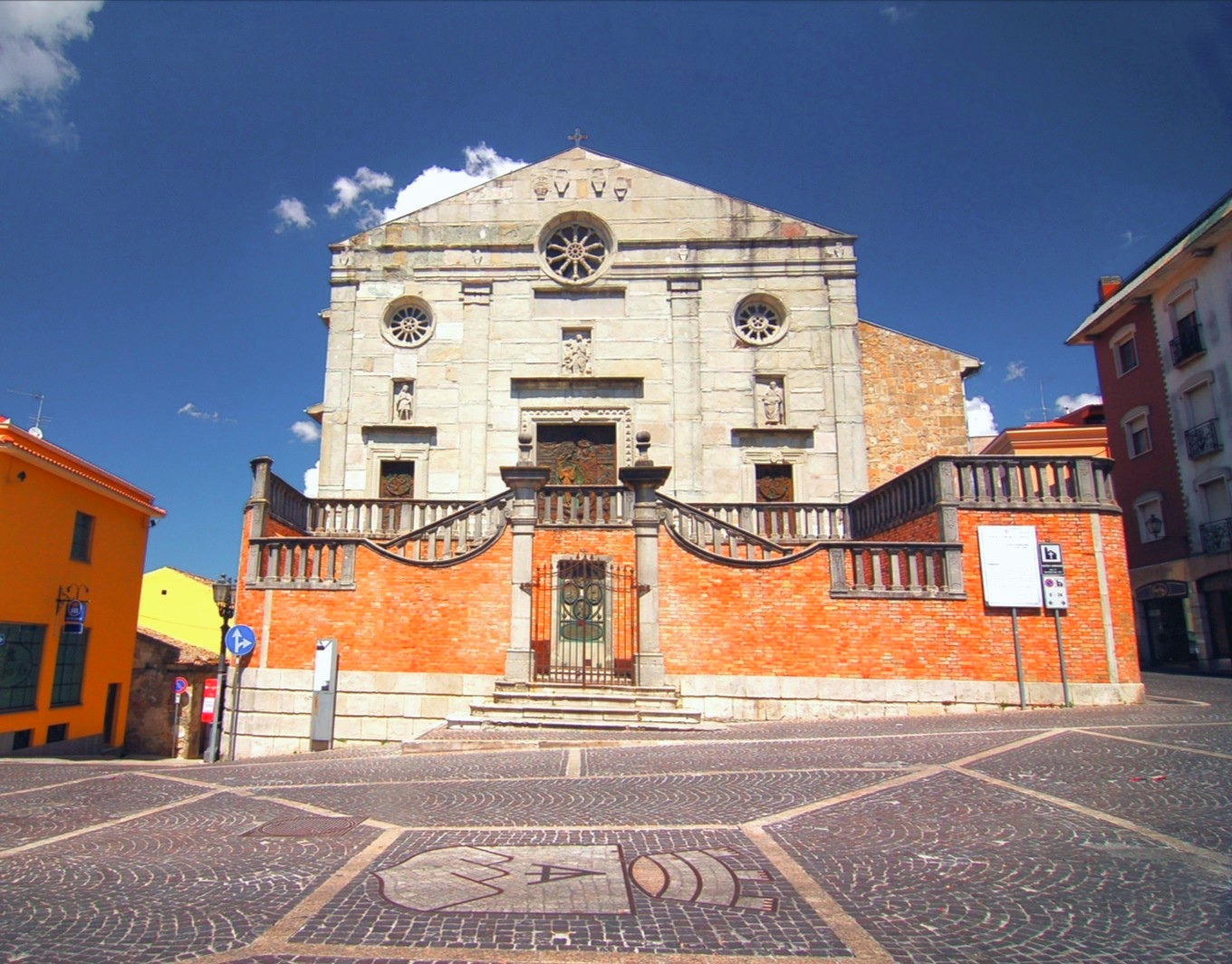
Catedral románica

La decadencia de Aequum Tuticum se verifica en el mismo periodo de las primeras invasiones bárbaras.
Inicia así a poblarse la zona de las tres colinas, lugar situado a más o menos 800 m s. n. m. y fácilmente defendibile, y es allí que nace Ariano, situada en posición estratégica; son perfectamente reconocibles y hacen aún hoy parte de la ciudad sus antiguas e imponentes muros defensivos.
Al seguro de los ataques de los godos y los bizantinos, Ariano se convierte en una fortaleza de los Longobardos. Alrededor del año 1000 nace el Castillo el cual todavía se sitúa al interno de la ciudad.

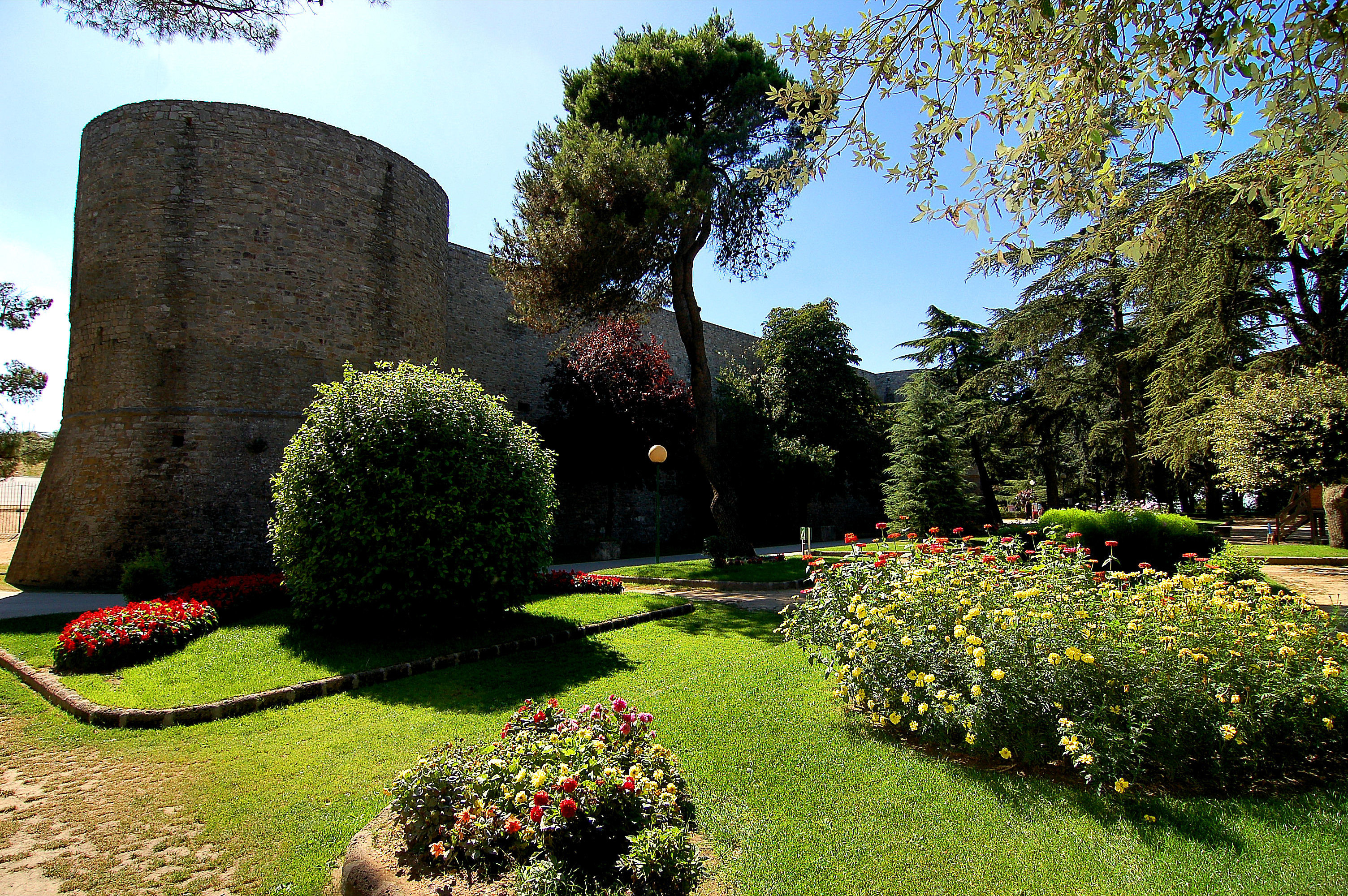
Jardines públicos

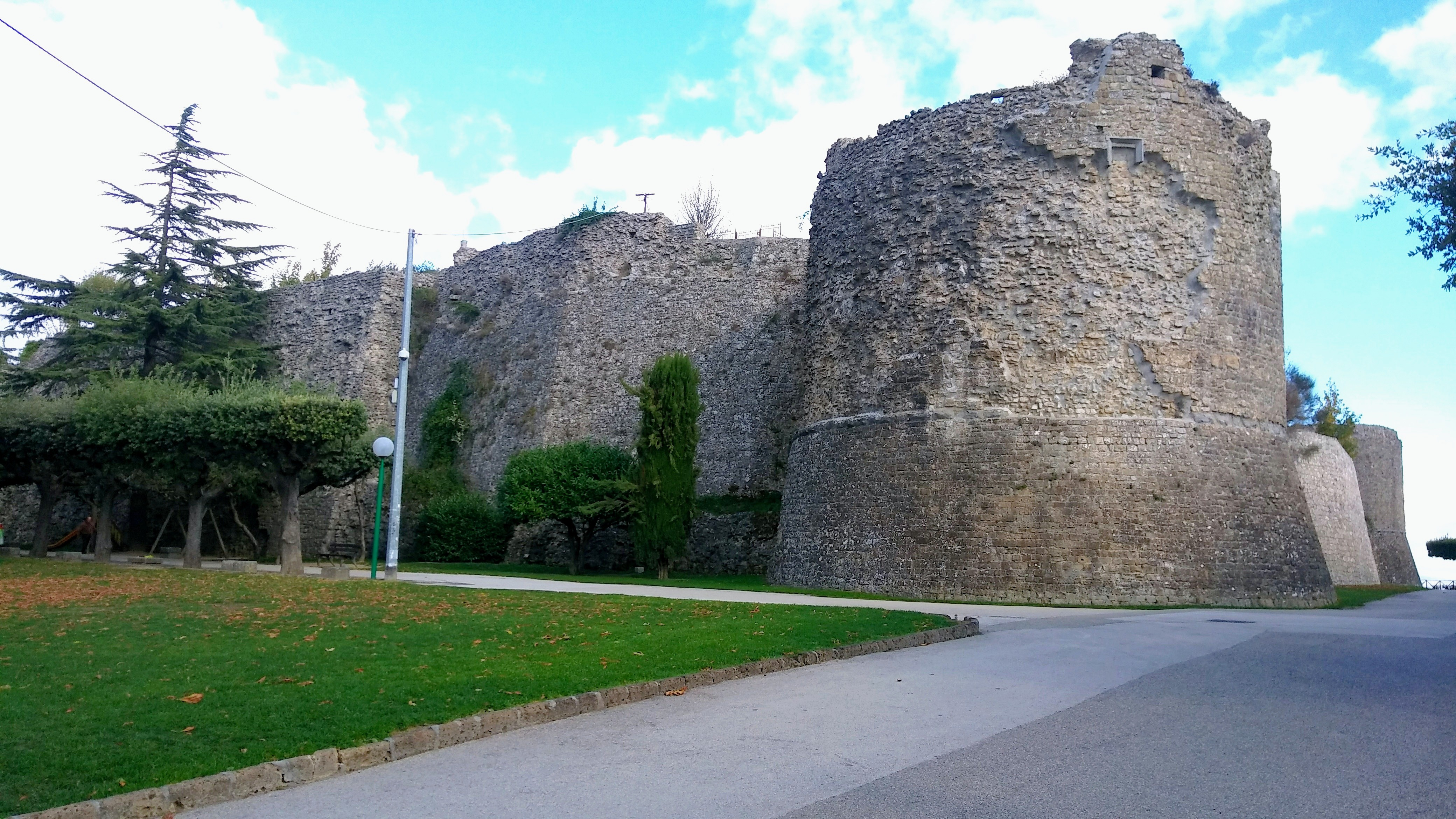
El Castillo Normando

Conquistada sucesivamente por los Normandos, en el 1140 es la sede en la cual fue proclamada, por Rogelio II de Sicilia llamado "El Normando", la nueva constitución del Reino de las Dos Sicilias. Este estauto legislativo fue adoptado casi integralmente y con pocas variaciones en las Constituciones de Melfi de Federico II del Sacro Imperio. En es mismo año se establece el Ducado, moneda que se mantendrá en vigor por 7 siglos, hasta el 1860.
Inicia acá un periodo infeliz, en el cual Ariano sufre saquos y devastaciones a manos de los hombres y de los terremotos.
En el 1255 Manfredo de Sicilia - hijo de Federico II - asedia la ciudad que resiste duramente gracias a los muros y a la naturaleza combativa de sus habitantes. Durante el asedio un grupo hombres simularon ser desertores del ejército de Manfredo de Sicilia, y fueron recibidos en la ciudad.
En la noche ellos dan muestra de su verdadera misión, saqueándola e incendiándola, además de llevar a cabo una matanza entre la población. Hay todavía una calle en recuerdo del trágico evento, llamada por tal motivo "La Carnale".
Más de diez años más tarde, en el 1266, Carlos I de Anjou reconstruyó la ciudad y le donó dos espinas de la corona que llevó en la cabeza Cristo (donadas por el hermano Luis IX de Francia rey de Francia llamado "el santo"), que se conservan aún en un reliquiario al interno de la Catedral románica de la ciudad.
Con la decadencia del reino de la casa de Anjou, la ciudad pasa a las manos de la familia Provenzal de los Desambramo desde el 1294 al 1413, se suceden después los Carafa y los Gonzaga.
El 2 de agosto de 1545 la ciudad se libera del régimen feudal y se convierte en ese momento en ciudad dependiente, en aquel momento, del Virrey del Reino de las dos Sicilias.
Más tarde, en el 1868 la ciudad adquiere la denominación de Ariano de Puglia que dura hasta el 1930 cuando cambia el propio nombre a su nombre actual Ariano Irpino.

## Demografía
| Gráfica de evolución demográfica de Ariano Irpino entre 1861 y 2001 |
|                                                                     |
| Fuente ISTAT - elaboración gráfica de Wikipedia                     |

## Links
- Wikimedia Commons alberga una galería multimedia sobre Ariano Irpino.
- CittàDiAriano. IT - El sitio de la ciudad (en italiano)
- Ariano FolkFestival - El festival de música internacional de la ciudad

- Datos: Q55000
- Multimedia: Ariano Irpino / Q55000

1. ↑  Worldpostalcodes.org, código postal n.º 83031.
2. ↑  «Codici Catastali». Comuni-italiani.it (en italiano). Consultado el 29 de abril de 2017.